# Samodzielny Batalion Operacyjny NSZ „Zuch”

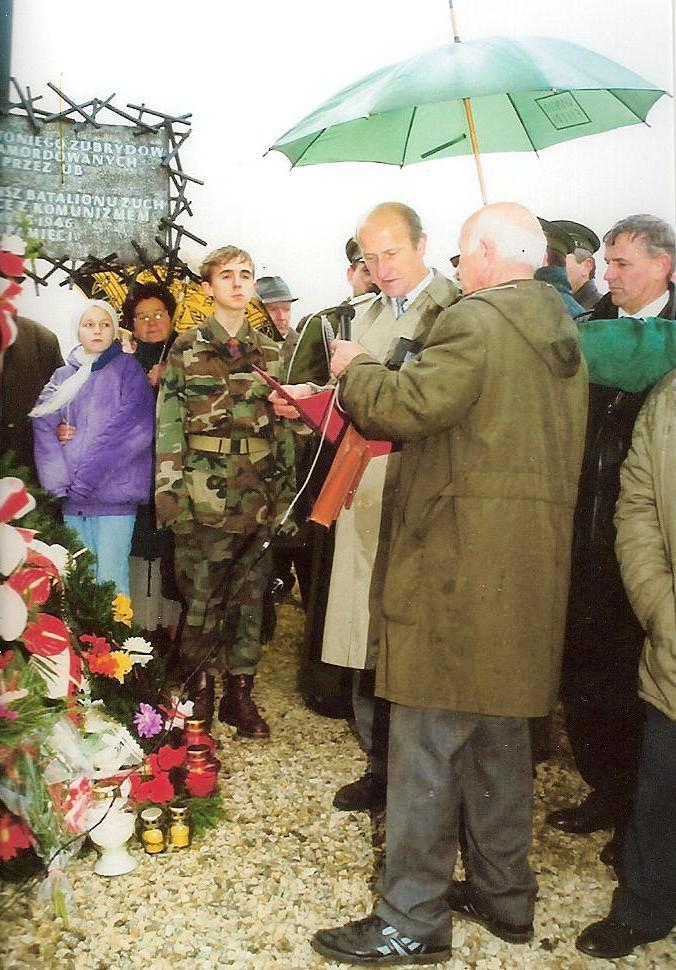
Uroczystość odsłonięcia krzyża-pomnika Antoniego i Janiny Żubrydów w Malinówce koło Brzozowa, 25 października 1998 r. Historyk Jerzy Tarnawski odczytuje apel poległych żołnierzy Samodzielnego Batalionu Operacyjnego NSZ „Zuch”

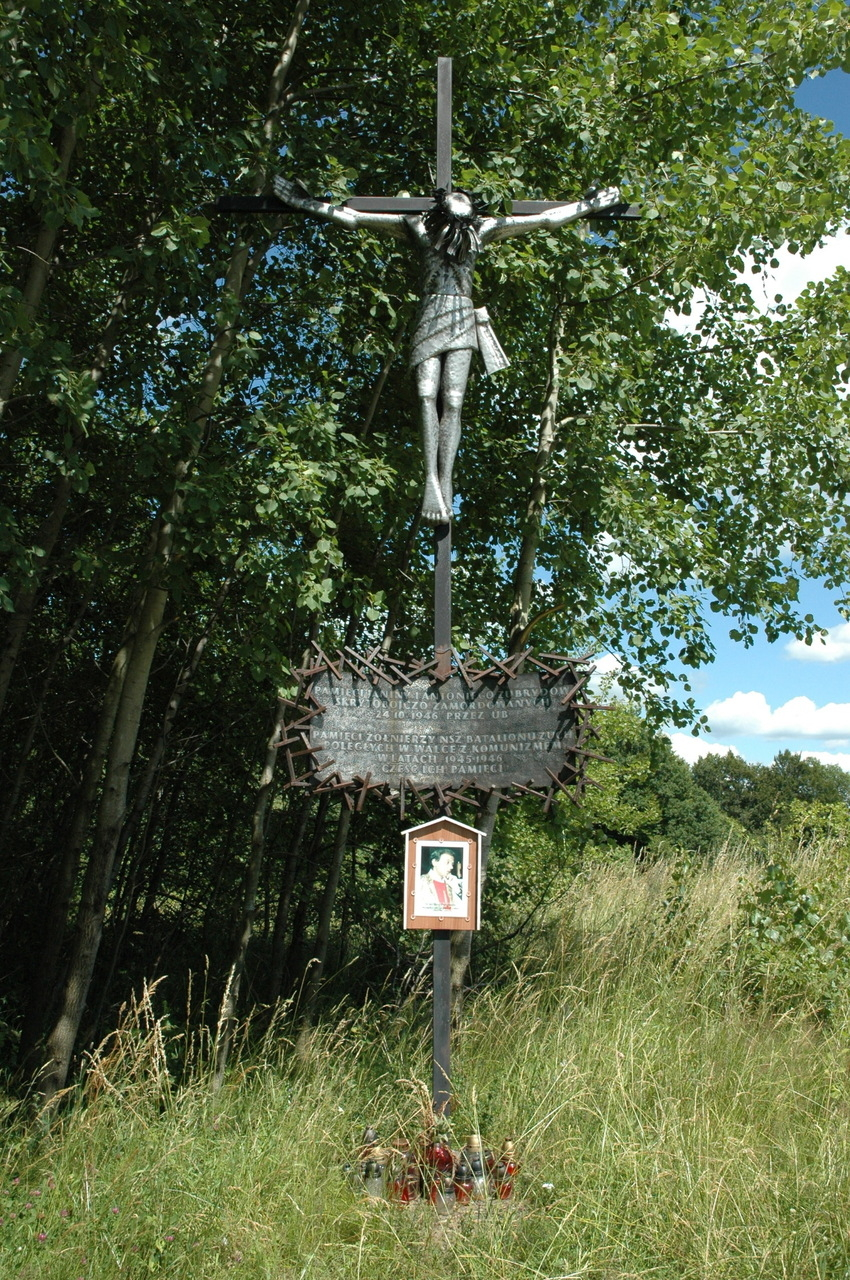
Krzyż pamiątkowy w Malinówce postawiony w 1998

Samodzielny Batalion Operacyjny NSZ krypt. „Zuch” – oddział partyzantki podziemia niepodległościowego i antykomunistycznego, podlegający Oddziałowi III Komendy Okręgu VII NSZ (Kraków), działający na terenie powiatu sanockiego i ościennych w latach 1945–1946.

## Historia zgrupowania
W 1945 r, po ucieczce z siedziby Powiatowy Urząd Bezpieczeństwa Publicznego w Sanoku w budynku przy ul. Henryka Sienkiewicza 5, Antoni Żubryd stworzył ok. 300-osobowy oddział, składający się z byłych partyzantów AK (OP-23, OP-11, Zgrupowania „Warta”) oraz dezerterów z MO, Ministerstwa Bezpieczeństwa Publicznego i Ludowego Wojska Polskiego. Celem oddziału Żubryda był prowadzenie walki z władzą ludową komunistów w oczekiwaniu na kolejną wojnę oraz przejecie władzy przez Rząd Londyński, a także obrona ludności przed bandami ukraińskim. Oddział zwalczał przede wszystkim funkcjonariuszy UB, żołnierzy KBW, członków PPR i konfidentów. Jego zadaniem była również obrona polskiej ludności przed atakami ze strony UPA. Głównym miejscem stacjonowania oddziału była wieś Niebieszczany.
W okresie działalności partyzanckiej dochodziło do współpracy batalionu z 34 Pułkiem Piechoty LWP, m.in. w dostawach oraz remontach broni oraz wspólnych akcjach przeciwko UPA. W okresie tym wielu żołnierzy oraz oficerów zdezerterowało z wojska i zasiliło oddziały partyzanckie.
Z rąk „żubrydowców” mieli ponieść śmierć sekretarz Komitetu Powiatowego PPR w Sanoku, Tadeusz Zegarski, Piotr Czufin, 29 maja 1945 funkcjonariusz MO Władysław Drwięga, 23 marca 1946 komendant wzgl. zastępca komendanta powiatowego MO w Sanoku, Czesław Solon. 15 czerwca 1945 „żubrydowcy” dokonali zamachu na szefa Powiatowego Urzędu Bezpieczeństwa Publicznego w Sanoku, Tadeusza Sieradzkiego, po czym wzięli do niewoli załogę posterunku MO w Haczowie. Jesienią partyzancki Żubryda pojmali instruktora KP PPR w Sanoku, Józefa Długosza pod jego domem, odczytali jemu wyrok śmierci, po czym według jego wspomnień spowodowali obrażenia jego ciała.
28 listopada 1945 roku do batalionu dołączył oddział zbrojny podporucznika Stanisława Kossakowskiego tworząc III Kompanię Samodzielnego Batalionu Operacyjnego NSZ „Zuch”. Dowódcą kompanii został ppor. Kazimierz Kocyłowski – dotychczasowy z-ca Kossakowskiego. Kossakowski próbował podjąć współpracę z UPA celem wspólnej walki przeciwko komunistom. W rezultacie wszyscy żołnierze w oddziale odmówili mu posłuszeństwa i przeszli pod dowództwo mjra Antoniego Żubryda.
W grudniu 1945 pułk Wojsk Bezpieczeństwa Wewnętrznego z Rzeszowa przeprowadził akcję, w wyniku której zostało aresztowanych 17 członków oddziału.
25 kwietnia 1946 roku, dzięki wprowadzeniu przez UB i Informację Wojskową swoich agentów, udało się wziąć do niewoli trzech żołnierzy Żubryda podczas pobytu kompanii z Dudyńcach. Następnie powieszono ich publicznie w Sanoku na stadionie 24 maja. Byli to Władysław Skwarc i Władysław Kudlik. 23 czerwca w Płowcach agenci zamordowali dwóch żołnierzy Żubryda, a rannego Kazimierza Kocyłowskiego odstawili do UB w Sanoku. Następni trzech agentów poprowadziło KBW do Tarnawy Dolnej, gdzie zastrzelono dwóch żołnierzy Żubryda, trzeci Michał Oleksiak popełnił samobójstwo.
30 kwietnia 1946, niedaleko Niebieszczan „żubrydowcy”, dokonali egzekucji szefa Wydziału Polityczno-Wychowawczego 8 Dywizji Piechoty mjr Abrahama Premingera. 18 maja 1946 r. doszło do strzelaniny oddziału Żubryda z komunistycznymi organami bezpieczeństwa na Posadzie Olchowskiej w Sanoku przy ulicy Kazimierza Lipińskiego obok Fabryki Wagonów, w wyniku której zginęli szef sztabu 8 Dywizji Piechoty ppłk Teodor Rajewski, komisarz ds. repatriacji i żołnierz kierowca, a ranny został sowiecki mjr Piwowar. Strzały wobec Rajewskiego miał wykonać ppor. Kazimierz Lipski (wcześniejszy dezerter z 34 Pułku Piechoty). W wyniku strzelaniny zmarł członek oddziału „Zuch”, Adam Płaza. Do niewoli dostał się żołnierz zgrupowania chorąży Henryk Książek, który 4 czerwca został powieszony w publicznej egzekucji na sanockim rynku. Według ks. Antoniego Wołka Wacławskiego po strzelaninie pod fabryką w Sanoku społeczeństwo miasta miało odwrócić swoje sympatie dotąd okazywanie żołnierzom Żubryda, a jego samego ks. Jakub Mikoś miał nakłaniać do zaprzestania działalności partyzanckiej i wyjechania na Zachód.
W dniu 17 czerwca 1946 członkowie grupy określanej przez władze komunistyczne jako banda „Żubryda” zamordowali inż. J. Gabrynowicza, przewodniczącego Obwodowej Komisji na powiat Brzozów przed referendum ludowym zaplanowanym na 30 czerwca 1946. W wydaniu „Trybuny Robotniczej” z 30 czerwca 1946 donoszono, że 23 czerwca 1946 w okolicach Sanoka została zlikwidowana groźna banda NSZ „Żubryda”. Około połowy 1946 członkowie oddziału mieli zaatakować ze stoków góry Sobień pociąg pancerny dowodzony przez Mariana Jarosza i stracić podczas tej akcji kilkunastu żołnierzy, aresztowanego szefa sztabu i dokumenty. 23 czerwca 1946 r. oddział został otoczony przez 32 Pułk Piechoty w rejonie Niebieszczan; do niewoli dostało się 21 partyzantów. Żubryd odbudował jednak swój oddział i 29 czerwca 1946 r. rozbił grupę operacyjną wojska, MO i UB z Sanoka; „żubrydowcy” ujęli i rozstrzelali kilku milicjantów oraz aktywistę PPR, biorącego udział w obławie. Ponadto „Dziennik Rzeszowski” przypisał tzw. bandzie Żubryda zabójstwo przedstawiciela Ukrainy do spraw repatriacji. Według doniesień tego czasopisma 1 października 1946 „banda Żubryda została rozbita w Trześniowie”; miał zostać wówczas aresztowany jej dowódca, jeden z partyzantów zabity, a inny ranny. Oddział „Żubryda” został ostatecznie rozbity przez pracowników Informacji Wojskowej z 8 Dywizji Piechoty, którzy wprowadzili do oddziału własnych ludzi.
Sam Antoni Żubryd zginął wraz ze swoją żoną, zamordowany przez agenta UB Jerzego Vaulina ps. „Mar” we wsi Malinówka koło Brzozowa. Jego mocodawcą i wydającym mu polecenia był oficer UB, Władysław Pożoga, który po latach przedstawiał zastrzelenie małżeństwa jako swój sukces operacyjny. W likwidacji SBO NSZ „Zuch”, a także innych oddziałów partyzantki niepodległościowej, brał udział pułk Wojsk Bezpieczeństwa Wewnętrznego z Rzeszowa – późniejsza 4 Brygada KBW Ziemi Rzeszowskiej. Według informacji IPN, szef PUBP w Krośnie w 1946, Stanisław Supruniuk, przyczynił się do rozbicia bandy „Żubryda” działającej w południowych powiatach województwa rzeszowskiego. W działaniach skierowanych przeciw oddziałowi brali udział Zbigniew Rajchel, Edward Kubrak, Tadeusz Leśniak.
Według danych Informatora o nielegalnych antypaństwowych organizacjach i bandach zbrojnych działających w Polsce Ludowej w latach 1946-1956 (wyd.: Warszawa 1965) „oddział Żubryda” liczył 200 członków. Według dokumentów z IPN tzw. „banda” Żubryda miała dokonać łącznie 59 zabójstw i 52 napadów.

## Struktura organizacyjna
Samodzielny Batalion Operacyjny NSZ „Zuch” składał się z trzech kompanii:
- I kompania pod dowództwem „Ropy”, a następnie „Lasa” działała w północnej części pow. sanockiego (Liszna, Dębna, Mrzygłód, Hłomcza, Łodzina).
- II kompania pod dowództwem Edmunda Sawczyna ps. „Mundek” vel „Puma” działała w okolicach Rymanowa (czasami wspierana przez grupę “Ryszarda” vel “Mariana”).
- III kompania pod dowództwem Kazimierza Kocyłowskiego ps. „Kozak” vel „Wichura” działała w centralnej części pow. sanockiego oraz na terenie pow. brzozowskiego i krośnieńskiego.

## Personalia oddziału
- Antoni Żubryd – dowódca oddziału

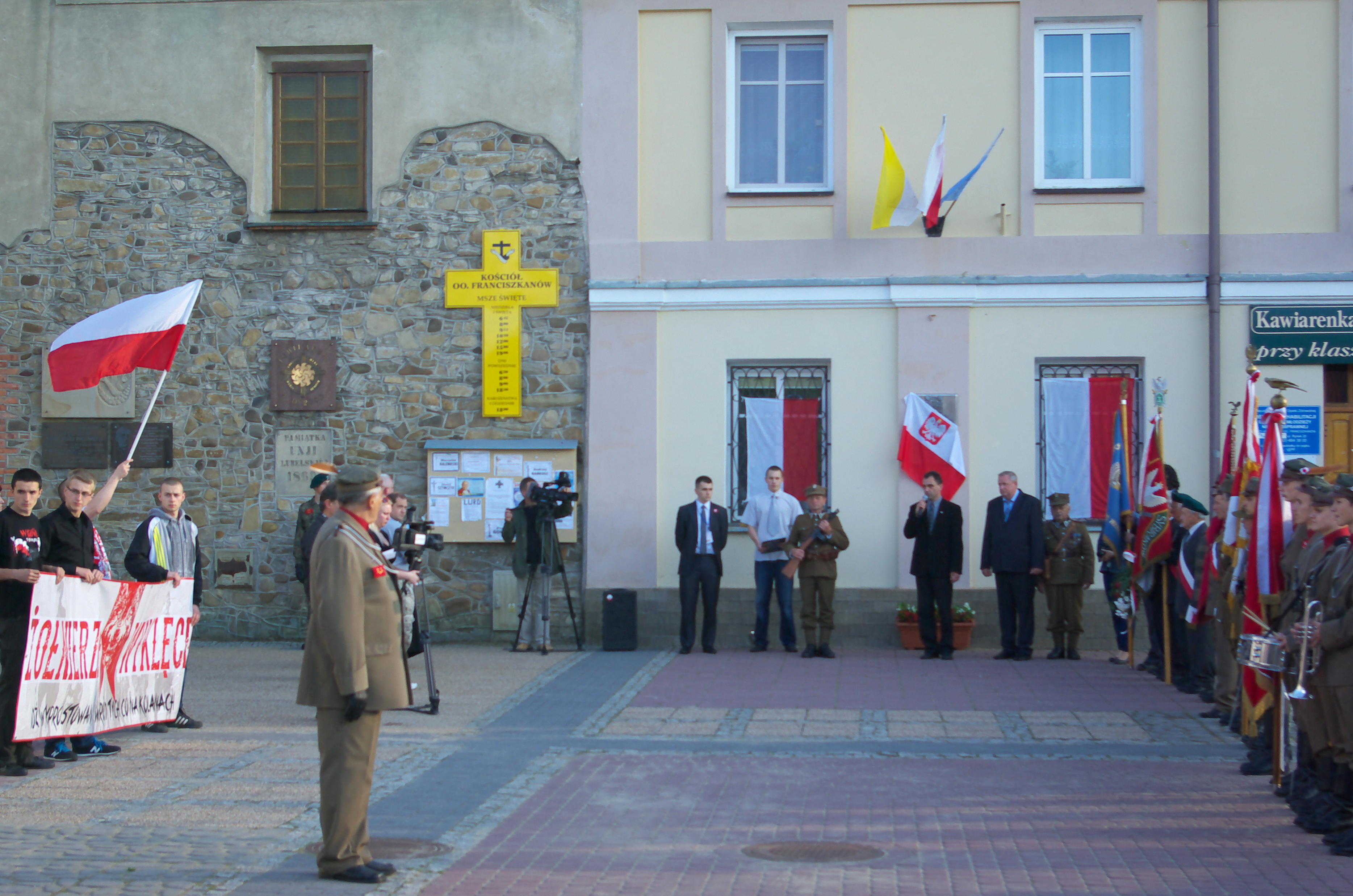
Uroczystość odsłonięcia tablicy upamiętniających straconych żołnierzy NSZ 4 czerwca 2014 w Sanoku

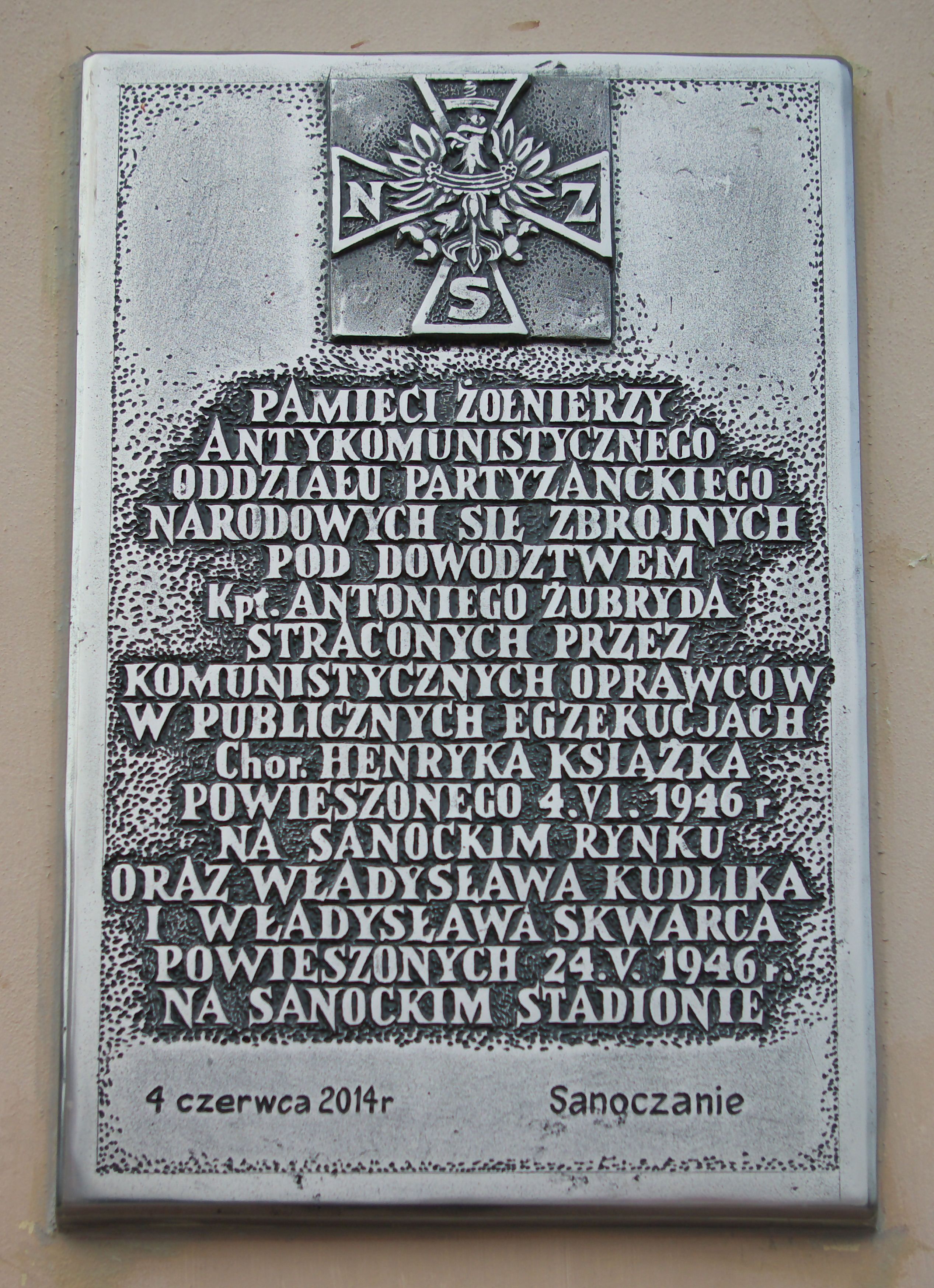
Tablicy upamiętniająca Władysława Kudlika, Władysława Skwarca i Henryka Książka w Sanoku (2014)

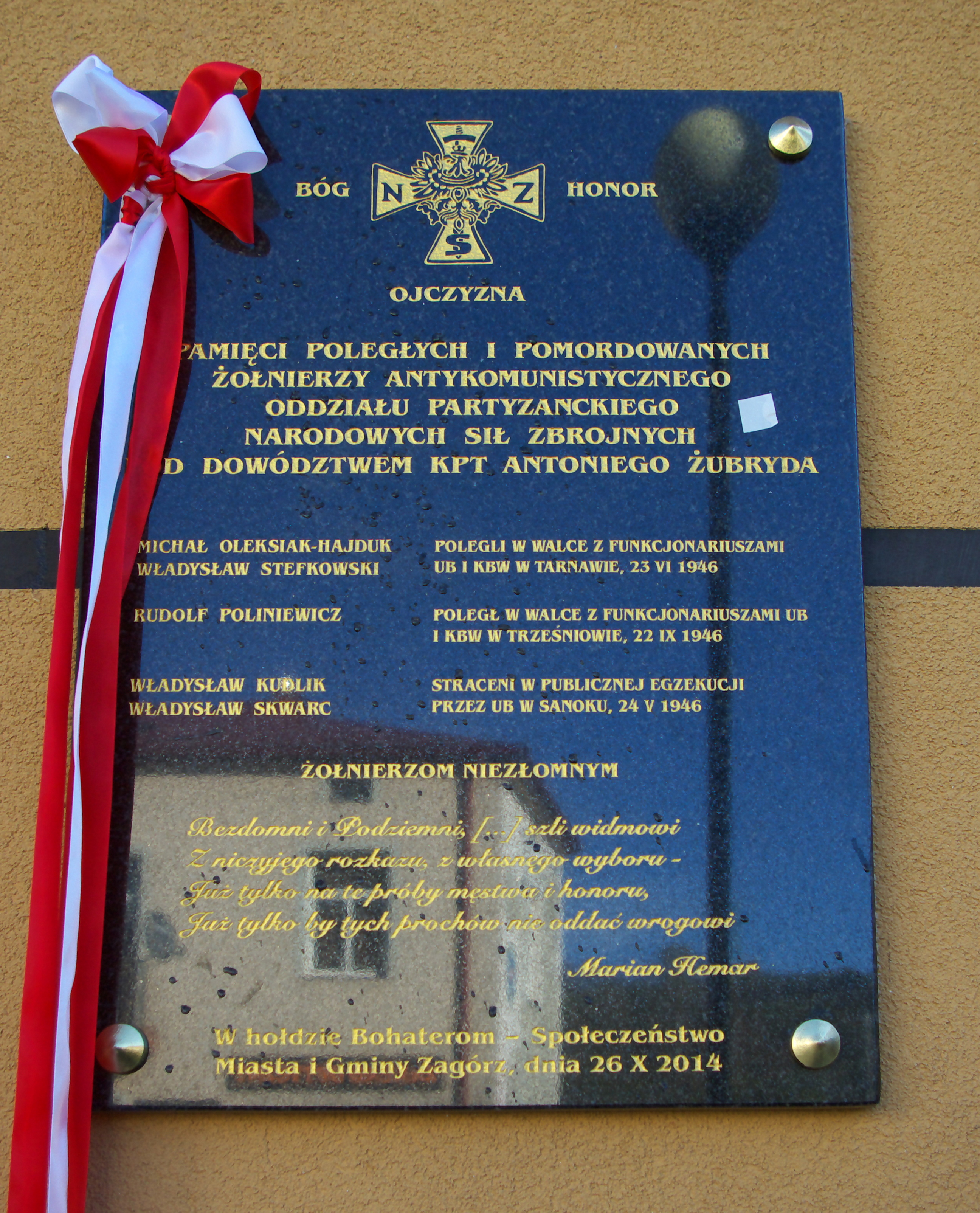
Tablica upamiętniająca Michała Oleksiaka, Władysława Stefkowskiego, Rudolfa Poliniewicza, Władysława Kudlika, Władysława Skwarca w Zagórzu (2014)

- Mieczysław Kocyłowski ps. „Czarny”, zastępca dowódcy batalionu
- Kazimierz Kocyłowski ps. „Kozak”, „Wichura”, dowódca 3 kompanii
- Janina Żubryd z d. Praczyńska ps. „Janek”
- Henryk Książek ps. „Brodacz”, chorąży
- Tadeusz Lipski ps. „Granit”, „Puchacz”, dowódca 3 kompanii
- Władysław Skwarc ps. „Krzew”
- Władysław Kudlik
- Władysław Stefkowski ps. „Rura”
- Michał Oleksiak ps. „Hajduk”
- Stanisław Kabala ps. „Sosna”
- Leon Florek ps. „Bebek”
- Rudolf Poliniewicz
- Julian Kilar ps. „Kornet”[26]
- Michał Skoczułek[27], Adam Płaza[9], Tadeusz Janusz, Bolesław Sokołowski[28].
- Marian Kuczera, Józef Mazur, Władysław Maślany, Stanisław Romanek (wyrokiem Wojskowego Sądu Rejonowego w Rzeszowie z 15 listopada 1946 zostali skazani na kary pozbawienia wolności od 5 do 15 lat oraz pozbawienie praw publicznych i obywatelskich honorowych)[29].
- Stanisław Szajna[30]
- ks. Władysław Gurgacz (kapelan oddziału)[31]

## Odniesienia w PRL
- W okresie PRL Oddział Żubryda obarczano za napady na samochody i furmanki i dokonywane podczas nich morderstwa podróżnych będących członkami partii[32].
- W okresie działalności oddziału przypisywano jego współpracę oraz sojusz z bojówkami UPA[33][34].
- Likwidację bandy Źubryda przypisywano Korpusowi Bezpieczeństwa Wewnętrznego[35].
- Postać dowódcy oddziału, Antoniego Żubryda, została przedstawiona (w sposób negatywny, a według recenzentów nieprawdziwy[36]) w powieści Łuny w Bieszczadach autorstwa Jana Gerharda z 1959 oraz w jej ekranizacji filmowej pt. Ogniomistrz Kaleń z 1961[37], w której w rolę Antoniego Żubryda wcielił się aktor Janusz Kłosiński.
- W 1966 nakładem KW PZPR w Rzeszowie ukazała się publikacja zbiorowa pt. Ze wspomnień działaczy, w której opublikowano wspomnienia autorstwa Józefa Pelca zatytułowane W pościgu za bandą „Żubryda”[38][39]. Autor w 1946 sprawował stanowisko kierownika grupy do walki z bandytyzmem PUBP w Sanoku, będąc wówczas faktycznym zastępcą szefa PUBP w Sanoku, Antoniego Cebuli[40]. Według niego grupa Żubryda była liczniejsza od funkcjonariuszy PUBP przewidzianych do zwalczania jej (stosunek sił ok. 80 : 20–35), była zdolna do przeprowadzenia kilku wyczynów terrorystycznych w różnych miejscach o tym samym czasie[40]. Pelc wskazał również na rzekome bestialstwo żubrydowców, którzy mieli znęcać się nad zlikwidowanymi pod Mrzygłodem przeciwnikami, wydłubując im oczy, wybijając zęby, łamiąc kości i pozostawiając ich ciała z utkwionymi wieloma kulami[41]. Według Pelca banda (naszych) współtowarzyszy, członków partii, funkcjonariuszy MO, rabowała mienie obywateli, zaś sam Żubryd u szczytu swej „kariery” pozwalał sobie na defilowanie na samochodach przez Sanok, był bożyszczem tamtejszej reakcji i ludzi przez nią obałamuconych[42]. Autor przyznał, że Żubryd został zlikwidowany wraz żoną, stwierdził także, iż posiadał w składzie swojej bandy różnych wyrzutków, od kolaborantów z okresu okupacji począwszy, na nacjonalistach ukraińskich skończywszy oraz że przyciskany na „swoim terenie działania chronił się na teren działania UPA”; ponadto Pelc uważał, że on sam (Żubryd) i jego współpracownicy znali doskonale teren, mieli wielu sympatyków i miejsc kontaktowych, poza tym wspomagani byli przez wiele osób, nie wykluczając ludzi zajmujących różne stanowiska w powiecie[43].
- W Sanoku przy ulicy Krakowskiej obok dworca kolejowego Sanok Dąbrówka został ustanowiony pomnik upamiętniający funkcjonariuszy UB rozstrzelanych przez oddział mjra Antoniego Żubryda. Pomnik powstał z inicjatywy władz komunistycznych w 1974 roku, a zaprojektowała go Barbara Bandurka. Umieszczona na pomniku inskrypcja brzmiała: „W dowód pamięci zamordowanych funkcjonariuszy P.U.B.P. w dniu 30.04.1946 przez bandę Żubryda: Drwięgi Bronisława, Kudy Karola, Łabudy Juliana. Społeczeństwo Sanoka, październik 1974”[44]. Tablica z inskrypcją zaginęła, pozostały tylko trzy kamienie.

## Upamiętnienie

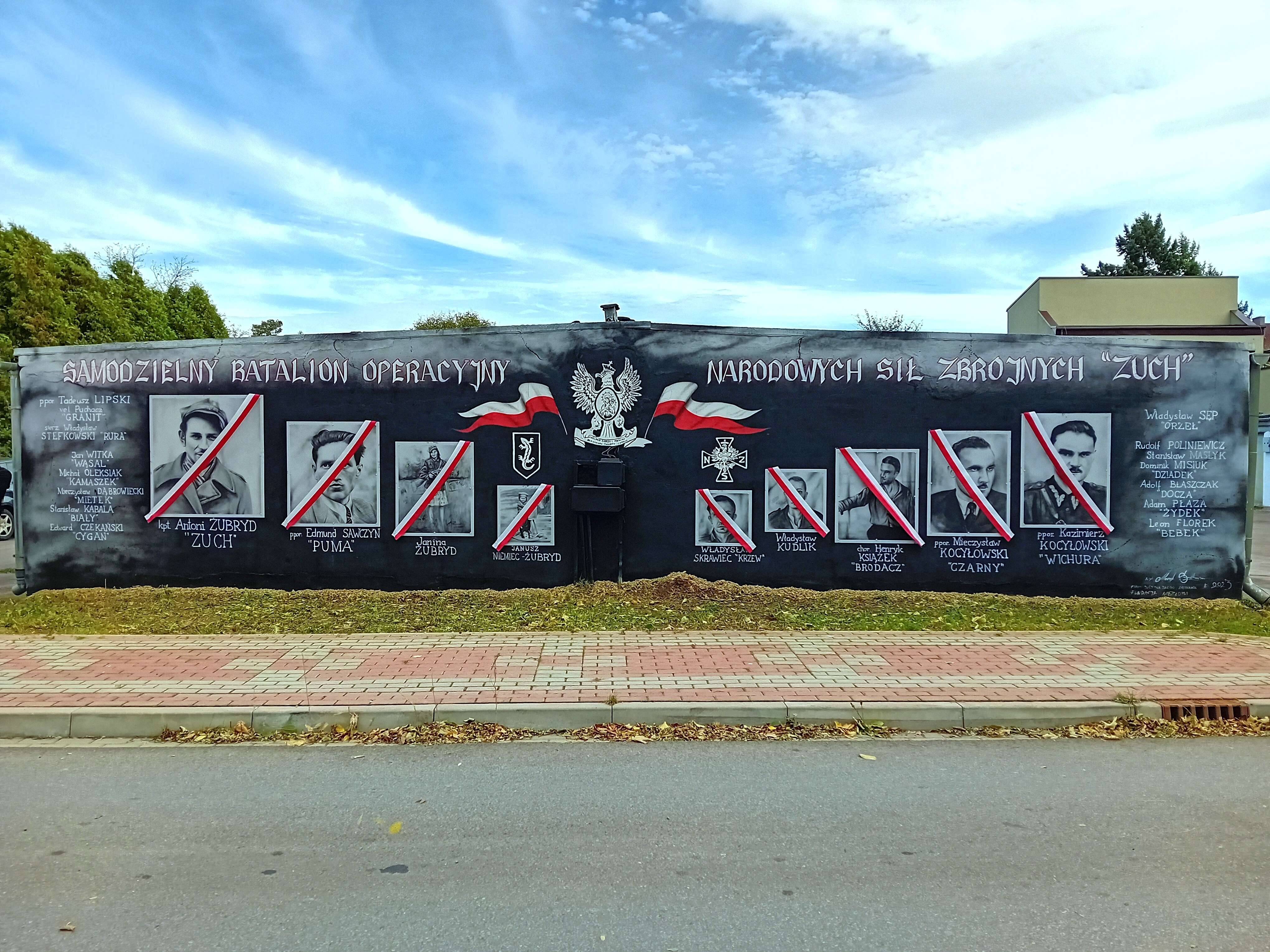
Mural upamiętniający żołnierzy SBO NSZ „Zuch” w Sanoku (2023)

- Od 11 kwietnia do 14 maja 1995 w Muzeum Historycznym w Sanoku trwała wystawa pt. „Polityczni 1944–1956”, poświęcona żołnierzom SBO NSZ „Zuch”, zorganizowana przez Andrzeja Romaniaka[28][45].
- 24 października 1998 odbyła się uroczystość odsłonięcia krzyża pamiątkowego w miejscu mordu Janiny i Antoniego Żubryda w pobliżu wsi Malinówka[46].
- W dniach 1–3 października 2010 odbył się „I Rajd Pieszy Szlakami Żołnierzy Wyklętych mjr Antoniego Żubryda „Zucha” zorganizowany przez Stowarzyszenie Pamięci SBO NSZ „Zuch oraz Gminę Korczyna[47]. W jego ramach w Korczyna została zorganizowana inscenizacja pt. „Żubryd schodzi z gór”[48][49].
- W dniach 14–16 października 2011 odbył się „II Rajd Pieszy Szlakami Żołnierzy Wyklętych mjr Antoniego Żubryda „Zucha”” połączony z uroczystym apelem poległych na sanockim rynku[50][51].
- W dniach 26–28 października 2012 odbył się „III Rajd Pieszy Szlakami Żołnierzy Wyklętych mjra Antoniego Żubryda „Zucha””. Głównym elementem programu było odslonięcie płyty nagrobnej w miejscu mordu małżeństwa Żubrydów[52]. Patronat nad Rajdem objęli m.in. Janusz Niemiec – syn mjr. Żubryda „Zucha”, Zbigniew Kuraś – syn mjr. Józefa Kurasia „Ognia”, Starostwo Powiatowe w Brzozowie, Zuzanna Kurtyka – prezes Stowarzyszenia Katyń 2010, ppłk Kazimierz Paulo „Skała” – dowódca kompanii zgrupowania „Ognia”[53].
- W dniach 27–29 września 2013 Związek Strzelecki Rzeczypospolitej zorganizował „IV Pieszy Rajd Szlakami Żołnierzy Wyklętych Samodzielnego Bataliony Operacyjnego Narodowych Sił Zbrojnych mjra Antoniego Żubryda”. Rajd przeszedł trasą Sanok – Grabówka – Brzozów – Malinówka[54]. Został zakończony w kościele Przemienienia Pańskiego w Brzozowie, a w jego trakcie odznaczeniami 70-lecia NSZ przyznanymi przez Związek Żołnierzy Narodowych Sił Zbrojnych zostali wyróżnieni syn Janusz Niemiec – syn mjr. Żubryda „Zucha” oraz historycy Jerzy Tarnawski i Andrzej Romaniak[55].
- 4 czerwca 2014 w Sanoku została odsłonięta tablica upamiętniająca trzech żołnierzy NSZ straconych w egzekucjach w mieście 24 maja i 4 czerwca 1946. Treść inskrypcji brzmi: „Pamięci żołnierzy antykomunistycznego oddziału partyzanckiego Narodowych Sił Zbrojnych pod dowództwem kpt. Antoniego Żubryda, straconych przez komunistycznych oprawców w publicznych egzekucjach: chor. Henryka Książka powieszonego 4.VI.1946 r. na sanockim rynku oraz Władysława Kudlika i Władysława Skwarca powieszonych 24.V.1946 r. na sanockim stadionie. 4 czerwca 2014 r. Sanoczanie”. Została umieszczona na fasadzie kamienicy przy ulicy Rynek 20 przylegającej do kościoła Franciszkanów w Sanoku, którzy udostępnili miejsce na swojej własności[56][57][58]. Odsłonięcia tablicy dokonał syn Antoniego Żubryda, Janusz Niemiec.
- W dniach 24-26 października 2014 Związek Strzelecki Rzeczypospolitej zorganizował „V Rajd Śladami Żołnierzy Wyklętych im. Antoniego Żubryda”. Rajd przeszedł trasą Malinówka – Brzozów – Zagórz[59]. Kulminacyjnym etapem Rajdu była msza święta w kościele parafialnym w Starym Zagórzu, po której nastąpił przemarsz strzelców przez miasto do kina „Sokół”, gdzie nastąpiło odsłonięcie tablicy upamiętniającej pięciu żołnierzy NSZ oddziału Antoniego Żubryda związanych z miejscowościami obecnej Gminy Zagórz. Uhonorowani zostali Michał Oleksiak, Władysław Stefkowski, Rudolf Poliniewicz, Władysław Skwarc, Władysław Kudlik. Projektantem tablicy był Jerzy Tarnawski, a wykonawcą Łukasz Sitek[60].

## Literatura
- Andrzej Romaniak, Por. Mieczysław Kocyłowski Czarny. Byłem zastępcą Żubryda, Sanok, 1999, ISBN 83-907352-8-8